# Chongnyon Hotel
Chongnyon Hotel er et klasse A hotel beliggende i P'yongyang, hovedstaden i Nordkorea. Det har 30 etager, og åbnede i 1989. Det ligger på Chongchun-vejen i Mangyongdae distriktet, ved vejkrydset ved Chongchun og Kwangbok-vejen. 